# (1539) Боррелли
(1539) Боррелли (фр. Borrelly) — небольшой астероид главного пояса, который был открыт 29 октября 1940 года французским астрономом Андре Патри в обсерватории Ниццы и назван в честь другого французского астронома и первооткрывателя астероидов Альфонс Борелли.

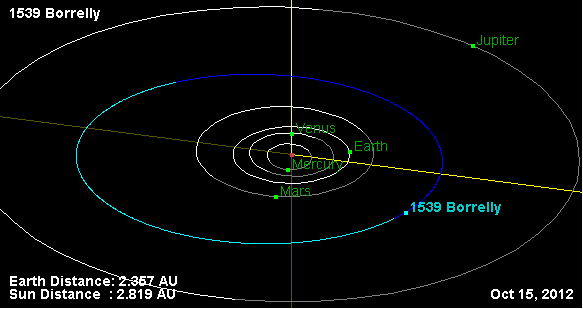
Орбита астероида Боррелли и его положение в Солнечной системе